# Risei Kanō
Risei Kanō (嘉納履正?, Kanō Risei; Tokyo, 25 novembre 1900 – 13 gennaio 1986) è stato un judoka e dirigente sportivo giapponese.

## Biografia
Risei Kanō era il secondo figlio di Jigorō Kanō, fondatore del judo.
Kano è stato il primo presidente della Judo Union of Asia, l'unione judoistica asiatica dal 1956 a 1980; e dal 1952 a 1965 è stato a capo dell'International Judo Federation. Nel 1956 istituì i Campionati mondiali di judo.
In patria fu presidente del Kōdōkan (1946-1980) e della federazione giapponese di judo. Sotto la sua presidenza riuscì a far includere il judo tra gli sport olimpici, con prima apparizione nei Giochi della XVIII Olimpiade di Tokyo.